# Mouette de Groningue
Pour les articles homonymes, voir Mouette, Groningue et Mouette de la Frise orientale.
La mouette de Groningue est une race de poule domestique originaire des Pays-Bas.

## Origine
La mouette de Groningue est une ancienne race de volailles fermières de la Groningue (Pays-Bas). Au début du XXe siècle, un éleveur de Groningue a fait participer à un concours des poules de la Frise dont la taille et le poids était exceptionnels. C'est ainsi qu'est apparue l'appellation « Mouette de Groningue ». Cette race s'est néanmoins éteinte et a été réintroduite dans les années 1970-1980 à l'aide de mouettes de la Frise orientale dont l'origine est très proche.

## Description
Mouette de Groningue et mouette de la Frise orientale ne se distinguent que par leur poids et la couleur de leurs yeux.
Grande race :
C'est une volaille de type fermier, sans paraître lourde, de taille moyenne, à la queue grande, pleine et portée déployée à mi-hauteur, au plumage fourni et bien serré au corps ; différence complète de dessins entre les deux sexes ; race vive.
Naine :
Volaille naine de type fermier, profil presque rectangulaire, queue grande pleine et portée déployée à mi-hauteur, plumage fourni et bien serré au corps ; différence complète de dessins entre les deux sexes ; race vive.

## Standard

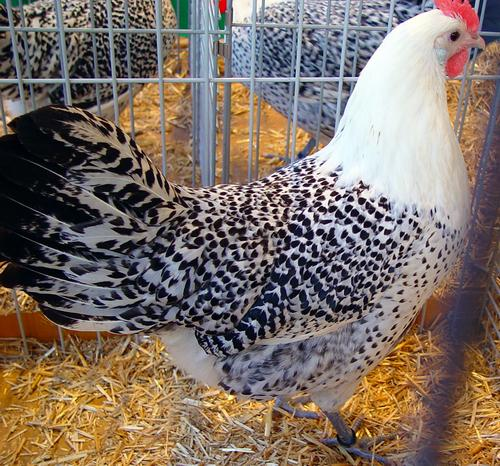
Mouette de Groningue barrée crayonnée argenté.

- Crête : Simple, de taille moyenne, lobe détaché de la crête ; chez les poules, s'affaisse sur l'arrière.
- Oreillons : Blancs, de taille moyenne et lisses.
- Yeux : Grands, brun foncé.
- Couleur de la peau : Blanche.
- Tarses : 4 doigts de taille moyenne, fins et lisses ; de couleur bleu ardoisé avec ongles couleur corne.
- Plumage : Bien fourni et bien serré au corps ; les plumes ont deux ou trois paires de dessins crayonnés, plutôt grands et carrés.
- Variétés : Barrée crayonnée doré, Barrée crayonnée argenté, Barrée crayonnée citronné.

Grande race :
- Poids idéal : Coq : 2,20 kg ; Poule : 1,80 kg.
- Œufs : 55 g ; 170 œufs par an ; coquille blanche.
- Diamètre des bagues : Coq : 16 mm ; Poule : 15 mm.

Naine :
- Poids idéal : Coq : 800 g ; Poule : 700 g.
- Œufs : 35 g ; environ 180 œufs par an ; Coquille blanche.
- Diamètre des bagues : Coq : 13 mm ; Poule : 11 mm

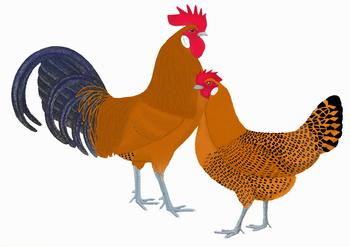
Variété barrée crayonnée doré.
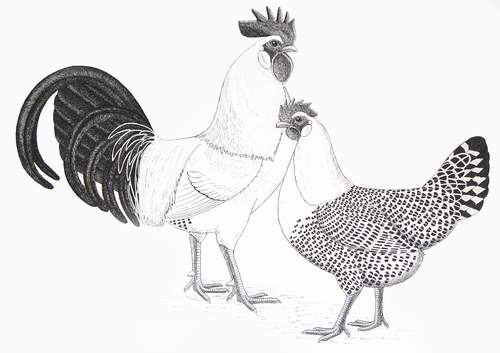
Variété barrée crayonnée argenté.
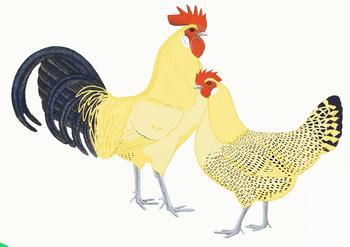
Variété barrée crayonnée citronné.

## Sources
- L'ouvrage L'univers des poules d'Esther Verhoef et d'Aad Rijs, édité par Gründ.
- Le site internet Kippen Rassenpagina : http://www.kippenpagina.nl/kippenrassen/.